# عبد النبي مير معلم
عبد النّبي مير معلّم (1874 - 1959) سياسي عراقي. ولد في البصرة في عائلة يهودية متوسط الحال ودرس في مدارسها وتعلم التركية‌ فعين موظفاً في دوائر الولاية البصرة العثمانية. اختاره الوالي سليمان نظيف بك عام 1909 كاتباً خاصاً له. وبعد استقلال العراق عيّن معاوناً لسكرتير وزارة الداخلية‌ في بغداد (أكتوبر 1922) فمدير تحرير لواء البصرة (أبريل 1924 - أغسطس 1927)، وانتخب نائباً عن البصرة‌(1928 - 1930)، وأعيد انتخابه للنيابة في ديسمبر 1937، وفي مارس 1947 ويونيو 1948.

## سيرته
ولد عبد النبي مير معلم في البصرة عام 1874 لعائلة يهودية متوسط الحال ودرس فيها وتعلم التركية فعيّن موظفاً في دوائر الولاية البصرة‌ في العهد العثماني. واختاره الوالي سليمان نظيف بك كاتباً خاصاً له لما رآه كثير الإطلاع على الأدب التركي وأسلوب الدّواوين.

عيّن بعد تأسيس المملكة العراقية معاون سكرتير في وزارة الداخلية‌ في أكتوبر 1922 فمدير تحرير لواء البصرة في أبريل 1924 حتی أغسطس 1927، وانتخِبَ نائباً عن لواء البصرة‌ في المجلس النيابي لأربع دورات انتخابية منفصلة، ابتدأها في الدورة الثانية (19 أيار 1928 - 14 آذار 1930)، ثم جدّد انتخابه لنيابية في الدورة الانتخابية الثامنة (23 كانون الأول 1937 - 27 حزيران 1937)، وأعيد انتخابه لدورتين انتخابتين هما الحادية عشرة والثانية عشرة (17 آذار 1947 - 30 حزيران 1952). وكانت له صلة وثيقة برئيس الوزراء عبد المحسن السعدون كان يوُّده ويُقدِّر مزاياه حق تقدير. 
توفي عام 1959. 